# Tîșkivți, Horodenka
Tîșkivți (în ucraineană Тишківці) este o comună în raionul Horodenka, regiunea Ivano-Frankivsk, Ucraina, formată numai din satul de reședință.

## Demografie
Componența lingvistică a comunei Tîșkivți
     Ucraineană (100%)
Conform recensământului din 2001, toată populația comunei Tîșkivți era vorbitoare de ucraineană (100%).